# Eyprepocnemis aberrans
Eyprepocnemis aberrans är en insektsart som beskrevs av Willemse, C. 1957. Eyprepocnemis aberrans ingår i släktet Eyprepocnemis och familjen gräshoppor. Inga underarter finns listade i Catalogue of Life.